# Bahəddin Mirzəyev
Bahəddin Şahvələd oğlu Mirzəyev (ur. 31 grudnia 1914 we wsi Sulut w Rejonie İsmayıllı, zm. 15 kwietnia 1987 w Baku) – radziecki żołnierz narodowości azerskiej, Bohater Związku Radzieckiego (1945).

## Życiorys
Urodził się w rodzinie chłopskiej. Skończył 8 klas i szkołę uniwersytetu fabryczno-zawodowego w Baku, w latach 1936–1938 i ponownie od 1941 służył w Armii Czerwonej, w 1942 został przyjęty do WKP(b). Od listopada 1942 uczestniczył w wojnie z Niemcami, w składzie 1054 pułku artylerii 416 Dywizji Piechoty walczył na Froncie Zakaukaskim, Południowym, 4 i 3 Ukraińskim jako dowódca plutonu i potem baterii. Brał udział w walkach pod Mozdokiem, Stawropolem, Taganrogiem, na rzekach Mius i Mołocznaja, w zniszczeniu zgrupowania wroga w rejonie Nikopola, forsowaniu Dniepru w obwodzie chersońskim, Ingułu, południowego Bugu i Dniestru (w rejonie Bender), w wyzwalaniu Taganrogu, Melitopola, Mikołajowa, Odessy i Kiszyniowa. We wrześniu 1944 wraz z dywizją został włączony w skład 5 Armii Uderzeniowej 1 Frontu Białoruskiego i skierowany do walk w Polsce, na przyczółek magnuszewski na Wiśle. 14 stycznia 1945 podczas operacji wiślańsko-odrzańskiej, przy przełamywaniu obrony przeciwnika w rejonie Augustowa zniszczył siedem stanowisk ogniowych wroga i pluton piechoty wroga; został wówczas ranny. Dwa dni potem podczas walk o Białobrzegi zniszczył dwa czołgi i transporter opancerzony, odgrywając dużą rolę w wyzwoleniu miasta. Później brał udział m.in. w szturmie twierdzy w Kostrzynie i walkach o Berlin; 29 kwietnia 1945 został ciężko ranny. Po wyleczeniu został zwolniony do rezerwy w stopniu kapitana, został szefem działu ochrony zmilitaryzowanej w Ministerstwie Łączności Azerbejdżańskiej SRR.

## Odznaczenia
- Złota Gwiazda Bohatera Związku Radzieckiego (24 marca 1945)
- Order Lenina (24 marca 1945)
- Order Wojny Ojczyźnianej I klasy (dwukrotnie - 11 grudnia 1943 i 11 marca 1985)
- Order Czerwonej Gwiazdy (4 stycznia 1944)

I medale.